# Орлова Віра Марківна
Віра Марківна Орлова (25 травня 1918, Катеринослав, УНР (нині Дніпро, Україна) — 16 вересня 1993, Москва, Росія) — радянська російська акторка театру і кіно. Народна артистка РРФСР (1960).

## Біографія
У 1936 році закінчила середню школу в Москві, де брала участь у самодіяльному ансамблі і вивчилася грати на гітарі. У 1937-1941 роках навчалася в Театральному училищі при Московському театрі Революції, в 1941-1942 роках — артистка Московського театру імені Ленсовета, в червні-листопаді 1942 (будучи в евакуації) — артистка Московського театру Сатири в Хабаровську. У 1942-1974 роках — артистка Московського академічного театру ім. Володимира Маяковського, де зіграла десятки ролей. З 1974 року увійшла в трупу театру ім. Ленінського комсомолу.
У кіно почала зніматися в 1945 році, дебютувала в комедії «Близнюки», де зіграла роль Лізи Карасьової, а також виконувала пісню. Здобула визнання публіки після виконання ролей Поліни в дилогії про Івана Бровкіна і Віри Петрівни в «Діти Дон Кіхота». 
Працювала на радіо, на естраді, брала участь у дублюванні іноземних фільмів, озвучуванні мультфільмів. Багато років голос акторки звучав у популярній гумористичній передачі Всесоюзного радіо СРСР рос. «С добрым утроом!», де вона виконувала роль чергової довідкового бюро.
З середини 1980-х років через важку хворобу стала рідко виходити на сцену.
Похована в Москві на Новому Донському кладовищі.

## Нагороди
- Заслужена артистка РРФСР (1954)
- Народна артистка РРФСР (1960)
- Орден Трудового Червоного Прапора (1971)
- Орден Дружби народів (1981)

## Фільмографія
Акторські кінороботи:
1. 1945: «Близнюки» / Близнецы — Ліза Карасьова
2. 1949: «Щасливий рейс» / Счастливый рейс — Фенічка, заправниця
3. 1954: «Двоє друзів» / Два друга — мати Віті Малєєва
4. 1954: «Про це не можна забувати» / Об этом забывать нельзя — Глаша, домробітниця
5. 1955: «Солдат Іван Бровкін» / Солдат Иван Бровкин — Поліна Кузьмівна Гребешкова, буфетниця
6. 1956: «Дорогоцінний подарунок» / Драгоценный подарок — Тамара Василівна Сперантова, дружина Сперантова
7. 1956: «Різні долі» / Разные судьбы — Ніна Никифорівна, сусідка Морозових
8. 1958: «Іван Бровкін на цілині» / Иван Бровкин на целине — Поліна Кузьмівна Гребішкова, завідувачка їдальнею
9. 1959: «Клишоногий друг» / Косолапый друг — буфетниця на пароплаві
10. 1959: «Растеряєва вулиця» / Растеряева улица — Піскарьова
11. 1962: «Сім няньок» / Семь нянек — Шамська, мати Майї
12. 1962: «Фитиль» / Фитиль — покупець автомобіля («Накрили», випуск № 3)
13. 1962: «Я купив тата» / Я купил папу — продавчиня дітей і тат зі сну Дімки
14. 1963: «Короткі історії» / Короткие истории — клієнтка перукарні («Калинівський»), касирка на вокзалі («Порядок насамперед»), пані Ковальська («Сімейний вечір»), Ганна («Жарти-малятка»)
15. 1964: «Фитиль» / Фитиль — постерпівша («Кохання з першого погляду», випуск № 26)
16. 1965: «Діти Дон Кіхота» / Дети Дон Кихота — Віра Петрівна Бондаренко, пластичний хірург
17. 1967: «Я вас кохав…» / Я вас любил… — Зінаїда Голікова, мати Колі
18. 1969: «Вчора, сьогодні і завжди» / Вчера, сегодня и всегда — дружина (новела «Чоловік і дружина»)
19. 1969: «Містер-Твістер» / Мистер-Твистер — Садовська
20. 1971: «Таланти і шанувальники» / Таланты и поклонники — Домна Пантеліївна, мама Негіної
21. 1973: «Ефект Ромашкіна» — жінка з довідкового бюро
22. 1973: «Різні люди» / Разные люди — Анна Борисівна Іваненко, мати Федора
23. 1973: «Фитиль» / Фитиль — модниця («Сапожки», випуск № 132-05)
24. 1974: «По сторінках «Сатирикону»» (фільм-спектакль) / По страницах «Сатирикона» — подорожувала в Італії
25. 1975: «Біда від ніжного серця» / Беда от нежного сердца — Дарія Семенівна
26. 1975: «Це ми не проходили» / Это мы не проходили — завуч ПТУ
27. 1976: «12 стільців» / 12 стульев — Олена Станіславівна Боур
28. 1976: «Ці неслухняні сини» / Эти непослушные сыновья — Ольга Григорівна, сусідка
29. 1976: «Розповіді Марка Твена» / Рассказы Марка Твена — місіс Еванджеліна Мак-Вільямс
30. 1979: «Ватага «Сім вітрів»» / Ватага «Семь ветров»  — вчителька біології
31. 1979: «З коханими не розлучайтесь» / С любимыми не расставайтесь — обмінниця
32. 1980: «Альманах сатири і гумору» (телеспектакль) / Альманах сатиры и юмора
33. 1982: «Сонячний вітер» / Солнечный ветер — дружина Рясенцева
34. 1983: «Горобець на льоду» / Воробей на льду — Тетяна Іванівна, вахтерка

Озвучування мультфільмів:
1. 1949: «Гуси-лебеді» / Гуси-лебеди — Баба-Яга
2. 1957: «У деякому царстві…» / В некотором царстве… — Марія-царівна
3. 1958: «Кицин дім» / Кошкин дом — Кішка
4. 1961: «Ключ» / Ключ — Ольга Захарова, мама хлопчика
5. 1961: «Цибуліно» / Чиполлино — Редиска
6. 1968: «Хочу буцатися!» / Хочу бодаться! — Лисиця